# Guardia Nacional Republicana
La Guardia Nacional Republicana (GNR) fue el nuevo nombre que se le dio a la Guardia Civil por el Ministerio de gobernación, dependiente del gobierno vigente de España al comienzo de la guerra civil española.

## Historia
Fue creada mediante decreto del 29 de agosto de 1936, por el que la Guardia Civil todavía existente en la Zona republicana pasaba a denominarse Guardia Nacional Republicana. Dada la importante extensión de la rebelión entre la Benemérita, esta reorganización obedecía al interés del gobierno republicano por asegurarse la fidelidad y fiabilidad de los guardias civiles que se habían mantenido fieles al gobierno durante el Golpe de Estado de julio de 1936. El general José Sanjurjo y Rodríguez de Arias fue nombrado inspector general del cuerpo hasta el 19 de octubre de 1937, cuando quedó integrado al nuevo Cuerpo de Seguridad Interior.
El 27 de diciembre de 1936 se creó el nuevo Cuerpo de Seguridad Interior, en el cual deberían integrarse los miembros de la GNR. Sin embargo, el proceso de integración fue lento debido a los avatares de la contienda y tardó algún tiempo. Por ejemplo, durante los sucesos de mayo de 1937 en Barcelona la GNR todavía estaba operativa, llegando a intervenir junto a los Guardias de Asalto en los combates callejeros contra los milicianos de la CNT-FAI y el POUM. A finales de 1937 se completó la reorganización de los últimos restos de la Guardia Republicana, con lo que desapareció definitivamente.